# トカイワイン

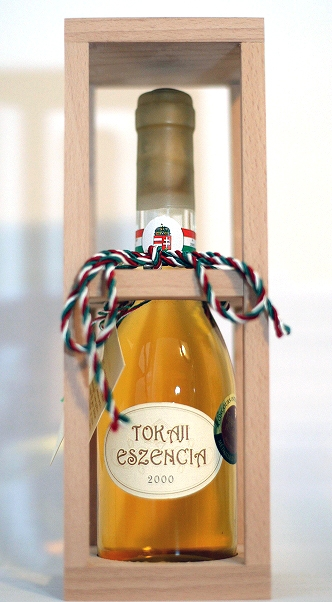
トカイ・エッセンシア

トカイワインまたはトカイ（ハンガリー語: Tokaji [ˈtokɒji] ( 音声ファイル)）は、ハンガリーのトカイ (Tokaj) と周辺の地方からなるトカイ・ワイン地区（ハンガリー語：Tokaj-Hegyalja Borvidék）で作られるワインである。またトカイワイン地区の北端はスロバキアの国境と接しており、スロバキア側で作られた貴腐ワインもTokajiと表記することがEUの採決により許されている（同時にそれ以外の国や地方の貴腐ワインをTokajiあるいはそれに類する表記で販売することは禁止された）。良いものには模倣がつきもののようで現在でもトカイの名前を用いようとする動きは残っている。
そのワインはトカイ地方独特の気候が産み出す。2つの川が合流するトカイ地方は、秋から冬にかけての朝、濃い霧が発生する。この霧は丘の上に昇っていき、やがてブドウ畑全体を包み込む。そして霧による湿気によって、貴腐菌というカビに侵された白ブドウが作り出される。貴腐菌は水分を外に出し、糖分を濃縮させることで、とても甘いブドウになる。

## 歴史
貴腐ワインが生まれた経緯は、以下のように語られることがある。17世紀にトカイはオスマン帝国の侵略を受け（大トルコ戦争）、住民たちはこの地から避難せざるを得なくなった。そして村を離れている間に、ブドウ本来の収穫期は過ぎてしまい、霧によって収穫されずに残っていた実にカビがつき、腐り始めていた。諦めきれずそのブドウでワインを作ったところ、濃厚で甘い蜜のようなワインになったことが始まりだという。しかし、この伝説自体が少々本来の伝承と異なる。実際にトカイ地方で語られる伝承では1632年の事、ハンガリー王国に進攻したオスマン帝国との戦いのため、改革派教会説教師でありラーコーツィ家所有のブドウ畑を管理するセプシ＝ラツコー・マーテーが不在のため、ブドウの収穫が11月にずれてしまったシャートルアルヤヘイのオレムス畑では、しなびたブドウしか収穫できなかった。それから生まれた甘くて燃えるようなワインは、ラーコーツィ一世ジュルジの妃、ローラントフィ・ジュジャンナのイースターの食卓に献上されたのである。この伝承を書き残したのは作家のカジンツィ・フェレンツであり、彼の先祖はローラントフィ家の管理人であったカジンツィ・ピーテルである。そしてこの伝承もあくまで伝承であり、トカイ地方の貴腐ワインはそれ以前から存在する。トカイ・ワイン史としての証拠と呼ばれるものは、「アスー」あるいは「貴腐ブドウ」などの書き残された記録である。その一つは1600年代初頭のもので、農奴（小作人）と地主の裁判記録に見られる「"…fekete és aszús szemeket leszedik, azt hazaviszik, s nem fizetnek belőle kilencedet és tizedet."（ほぼ直訳：黒ブドウと貴腐ブドウを摘み取ります、それらを家に持ち帰ります、そして（黒ブドウの）9分の１と（貴腐ブドウ）10分の１を君に払わない）」である。そしてもう一つ、1571年のとある遺産記録である。それに書かれた「貴腐ブドウ」が現在見つかっている文書としては、最も古い貴腐ブドウの記述である。

## ブドウの品種
トカイワインには、主にフルミントと呼ばれるブドウ品種が用いられる。その他にトカイワイン地区で栽培されているブドウ品種はハールシュレヴェルー、イエローマスカットなどで、一般的にはこの3種をブレンドして使うが、単一種によるワインも造られる。「トカイワイン」はトカイ貴腐ワインとほぼ同義に使われる名称であるが、トカイ地区ではそれ以外に辛口白ワインとしてのフルミントや、最近では遅摘みブドウによる甘口白ワイン（アイスワイン）なども生産されている。貴腐ワインやアイスワインの瓶は一般的なワインのもの (750mL) よりも小さめで500mLのものが標準サイズである。フランスのルイ14世が「王者のワインにしてワインの王者」 (Vinum Regum, Rex Vinorum) と絶賛した逸話は有名である。フランツ・シューベルトが1815年に作曲した「トカイ賛歌 ("Lob des Tokayers", D. 248)」という歌曲作品がある。

## 「王のワイン」称号の由来と歴史的評価
18世紀、トランシルヴァニア侯フランツ・ラーコーツィ2世がフランス王ルイ14世にトカイ・アスーを贈ったことを契機に、このワインはヴェルサイユ宮廷で提供され、「王のワインにして、ワインの王 ("Vinum Regum, Rex Vinorum")」と評されたと伝えられる。以降、このラテン語表現はトカイワインの象徴として、現在でもしばしばラベル等に用いられている。

## 銘柄
- トカイ・エッセンシア (Tokaji Eszencia)
ボトリティス・ シネレア菌の影響で貴腐化したブドウのみを使い、圧搾機にかけず自然の重みで搾り出された果汁を自然発酵させた物。よってアルコール度数は5%未満と低く、残糖度が非常に高い。グラスで普通のワインのように飲むと高い糖分のために血糖値を瞬間的に高くするので、専用の匙などで「一口だけ」が推奨される飲用法である。アスーの規格改正で生まれた階級のアスー・エッセンシアと区別するために「ナチュラル・エッセンシア」というラベルで販売されていることもある。オレムスの醸造長によると、出来ない年もあり出来る年でも1ヘクタールでやっと500mL×2本のエッセンシアができるほど大変貴重なものである。1600年のエッセンシアが存在するなどの噂もあり、ワインで最も熟成に耐えるワインといわれているので、文化的価値の高さも窺える。他の国の貴腐ワインでは100%貴腐葡萄からのワインは例外を除いて存在していないため、地球上でトカイだけが唯一貴腐葡萄100%である。またPCゲームのファイナルファンタジーでのエリクサーのモデルとされたワインでもある。昔ハンガリーでは薬として飲まれていたほどである。
- トカイ・アスー・エッセンシア (Tokaji Aszú Eszencia)
トカイ・ワイン規格の更新によって生まれた貴腐ワイン、アスーの階級。それまでは136リットルの樽の中に、プットニというトカイ産地の伝統的なブドウ籠で何杯分の貴腐ブドウ（1籠約25kg＝この籠は統一規格ではなく21kgから27kgと幅がある）が含まれているか、という規格であったが、更新後はリッターあたり何グラムの糖分が含まれているかによって、3〜6プットニョシュのランク付けを行うことになった。しかし当たり年には6プットニョシュ以上の糖分を含む貴腐ワインができるために、6プットニョシュ超級として「アスーエッセンシア」という新しい階級が生まれた。樽での熟成期間が3年、瓶熟成が2年以上の合計5年の熟成期間を経てから市場に卸されることも規格上のルールの一つである。2010年にこのカテゴリーがなくなることが決定され2009年が最後のヴィンテージとなる。このカテゴリーはあまり歴史的なものでなく1970年頃にトカイリサーチ（研究施設）が6Pとエッセンシアの大きなギャップのワインとして開発されたが、エッセンシアとの混同による誤解の弊害のほうが多かった。最終的に2010年のトカイ・ワイン生産者会議にて、このカテゴリーの廃止が決定した[4]。
- トカイ・アスー・3-6プットニョシュ (Tokaji Aszú puttonyos)
136リットルに対してプットニョシュ（約25キログラム）という単位で貴腐ブドウが何杯使われているかを表している貴腐ワインで「トカイ・ワイン」と言えば普通はこの貴腐ワインのことである。アスー・エッセンシアで記した通り現在の規格では、貴腐ブドウの使用量ではなく出来上がったアスーワインの糖分含有量によって3〜6プットニョシュおよびアスー・エッセンシアの5階級に分類される。エッセンシアやサモロドニとの分類は、貴腐ブドウの使用量ではなく醸造技法による。貴腐ブドウと貴腐化していないブドウをそれぞれ一次発酵後にブレンドした貴腐ワインがアスー (Tokaji Aszú) である。樽での熟成期間が2年、瓶熟成が1年以上の合計3年熟成期間を経てから市場に卸されることも規格上のルールの一つである。2013年のトカイ・ワイン地区生産者会議にて、アスーワインの基準が「1kgの貴腐ブドウから最大2.2リッターまで、リッターあたり120gの残留糖分、アルコール度数は19%以下」と改正された。残留糖分のリッターあたり120gというのは5プットニョシュに該当するので、実質の3および4プットニョシュの廃止である。これはレベルが低く、安物のアスーを市場から駆逐することにより、より一層のトカイ貴腐ワインの評価を高める事が目的である[5]。
- トカイ・サモロドニ　甘口と辛口 (Tokaji Szamorodni)　＜édes-sweet   száraz-dry＞
アスー（アスーエッセンシアと3〜6プットニョシュの貴腐ワイン）が、貴腐ブドウと貴腐化していないブドウをそれぞれ別々に一次発酵させてからブレンドして作られるのに対して、貴腐ブドウとそうでないブドウとを選別しないでそのまま作ったワインである。また発酵を人工的に止めることはせず酵母が自ら活動を止めるまで任せておくという、より伝統的な醸造法を取ることも特徴で、醸造技術ではなくその年の自然状況に大きく影響されるため、アスー以上にヴィンテージに意義のあるワインである。現在はアスーの影に隠れてしまったが、歴史的に「トカイ・ワイン」の名を広めたのはこのサモロドニのことであったと言われる。スイートの場合、当たり年のものは3プットニョシュ以上の糖分を含むことも稀ではなく、セプシ・イシュトヴァンの2003年サモロドニは糖分含有量が5プットニョシュに相当するものである。またドライの場合、貴腐ワイン独特の香りをもつフルーティな辛口ワインとなる。辛口のサモロドニなどはシェリーの産膜酵母ができているのを確認することもできるが、ワイナリーが試飲などで触れてしまうためみることは稀である。なお、日本では、あるインポートの記述ミスなのか間違って英語読みのソモロドニと表記されてしまっている。
- トカイ・フォルディターシュ (Tokaji Fordítás)
ハンガリー語の直接の意味は、「ひっくり返す」である。トカイアスーに使われた貴腐葡萄（アスーパスタ）を再度使って作るワインである。貴腐葡萄100%のワインともいえる。アタックにエッセンシアの片鱗を感じられるが、アフターが短いのが特徴。
- トカイ・マーシュラーシュ (Tokaji Máslás)
ハンガリー語の直接の意味は「コピー」でアスーワインを作る過程でのベースワインと混ぜた貴腐葡萄を再度ベースワインに加えて造るワイン。このワインは現在市場にはほとんど出回っていない。
- トカイ・ドライワイン (Tokaji Dry wines)
葡萄畑の管理の技術革新およびセラーでのモダン設備導入などにより、各葡萄畑のトカイワイン産地の葡萄品種を用いてテロワールを示す高品質の辛口ワインが増えてきた。各ワイングローワーが一番力を入れているワインはドライワインで各葡萄畑のテロワールを示すことと言って支障がない。辛口ワインは全生産トカイワインの約70%を占める。
- トカイ・キュベ (Tokaji Cuvée.)
1999年にフレッシュ・フルーティーで食中にも合うスイートワインおよびトカイアスーの熟成期間の長さの問題の解決策ということで作られた一番新しい（13年経っているが）カテゴリーと言える。各ワイナリーにもよるが作れない（作らない年）のほうが優良ワイングロワーでは多い。英語訳などでは、Botrytis late harvestまたはnoble rot Late harvestと訳されたりする。スイートサモロドニと非常に似たプロセスだか貴腐葡萄の割合が非常に高い房を用いる。なお、ハンガリー語オリジナルではfőborと記載していたが、EUルールでこの名称は使われなくなった。英語訳への直訳はmain winesとなりメインワインとなる。この言葉からも昔はトカイワイン産地で主流なワインだったのではと窺える。
- その他
上述7種（エッセンシア、アスー3〜6プットニョシュ＋アスーエッセンシア、サモロドニ、フォルディターシュ、マーシュラーシュ、ドライワイン、ドライトカイキュベ）以外には、Tokaji minőségi pezsgő”(Tokaj quality sparkling wine)と表記されるトカイのスパークリングワインがあり、今後数が増えていくと思われる、なぜなら高品質ならいろいろな場面で楽しまれる可能性が高いことへの今後の市場への期待があり、EU補助金でスパークリング施設が建設中だからである。“Tokaji kései szüretelésű bor” (Late harvest Tokaj wine) というトカイのレイトハーベストは貴腐ぶどうも混ざっているものも混ざってないものも同じ名前をもちいている。

途絶えてしまったトカイワインを使ったトカイヴィネガー (TOKAJ VINEGAR) が復興しつつある。